# Jelenia Góra (Sudół)
Jelenia Góra – część wsi Sudół w Polsce, położona w województwie świętokrzyskim, w powiecie ostrowieckim, w gminie Bodzechów.
W latach 1975–1998 Jelenia Góra administracyjnie należała do województwa kieleckiego.